# Opération Masterdom
 (septembre 2016).
Si vous disposez d'ouvrages ou d'articles de référence ou si vous connaissez des sites web de qualité traitant du thème abordé ici, merci de compléter l'article en donnant les références utiles à sa vérifiabilité et en les liant à la section « Notes et références ».
Guerre d’Indochine
Batailles
- Opération Masterdom
- Bataille de Hanoï
- Opération Léa
- Bataille de Phu Tong Hoa
- Bataille de la RC 4
- Bataille de Vĩnh Yên
- Bataille de Mao Khê
- Bataille de Nghia Lo
- Bataille de Hòa Bình
- Opération Lorraine
- Bataille de Na San
- Bataille de Muong Khoua
- Opération Atlante
- Opération Camargue
- Opération Hirondelle
- Opération Brochet
- Opération Mouette
- Opération Castor
- Bataille de Diên Biên Phu
- Opération D
- Bataille du col de Mang Yang
- Extension au Laos

La guerre au Vietnam, dont le nom de code est l'opération Masterdom pour les Britanniques, et également connue comme le Nam Bộ kháng chiến (la guerre de résistance dans le Sud) pour les Vietnamiens, est un conflit armé post–Seconde Guerre mondiale impliquant les Britanniques, les Indiens, une force opérationnelle française et les troupes japonaises du groupe d'armées expéditionnaire japonais du Sud, contre le mouvement vietnamien communiste, le Việt Minh, pour le contrôle du pays, après la capitulation du Japon.
Les guerres d'Indochine ont attiré l'attention du monde pendant près de 45 ans au cours de la dernière partie du 20e siècle. Les neuf ans de conflit avec les Français (1945-1954), la guerre du Viêt Nam contre les États-Unis se terminant en 1975, le conflit au Cambodge, déclenché par l'invasion vietnamienne en 1978, ont été souvent appelés, respectivement, les première, deuxième et troisième guerres d'Indochine. Historiquement, ils sont mal numérotés car la première guerre du Viêt Nam après la Seconde Guerre mondiale, de 1945 à 1946, fut un conflit bref mais important, qui démarra à la suite de l'arrivée des Britanniques et à leur occupation de Saïgon pour recevoir la reddition des forces japonaises.

## L'effondrement français
En juillet 1945, à Potsdam, en Allemagne, les dirigeants Alliés ont pris la décision de diviser l'Indochine en deux au niveau du 16e parallèle nord afin de permettre à Tchang Kaï-chek de recevoir la capitulation des Japonais dans le Nord (territoire devant devenir la République démocratique du Viêt Nam), et à Lord Louis Mountbatten de recevoir la capitulation dans le Sud (territoire devenant la république du Viêt Nam). Les Alliés conviennent que la France exerçait une autorité légitime sur l'Indochine française, mais en raison de son affaiblissement important dû à l'occupation allemande en métropole, une force britannico-indienne est mise en place afin d'aider les Français à rétablir le contrôle sur leur ancienne colonie.
Pour mener à bien sa part de la tâche, Lord Mountbatten, commandant suprême des forces alliées au sein du South East Asia Command, doit former une Commission Alliée (en) pour aller à Saïgon et une force militaire composée d'une division d'infanterie devant être désignée comme les Allied Land Forces French Indochina (ALFFIC, Forces terrestres alliées de l'Indochine française). Elle était chargée d'assurer l'ordre public dans la région de Saïgon, faire respecter la reddition japonaise, et d'apporter l'aide humanitaire aux prisonniers de guerre alliés et pour les internés.
La commission de contrôle se préoccupait surtout de la fermeture du quartier général de l'armée impériale japonaise en Asie du Sud-est ainsi que de l'aide humanitaire pour les prisonniers de guerre. Le major-général Douglas Gracey fut nommé à la tête de la Commission et la 80e brigade, commandée par le brigadier D. E. Taunton, de la prestigieuse 20e division indienne constituait l'ALFFIC qui l'a suivie au Viêt Nam.
À la fin d'août 1945, les forces d'occupation britanniques étaient prêtes à partir pour diverses destinations en Asie du Sud-Est, et certains étaient déjà en route, quand le général Douglas MacArthur provoqua un tollé au South East Asia Command en interdisant la réoccupation jusqu'à ce qu'il ait personnellement reçu la capitulation des Japonais à Tokyo, qui était fixée au 28 août, mais la cérémonie fut reportée jusqu'au 2 septembre par un typhon.

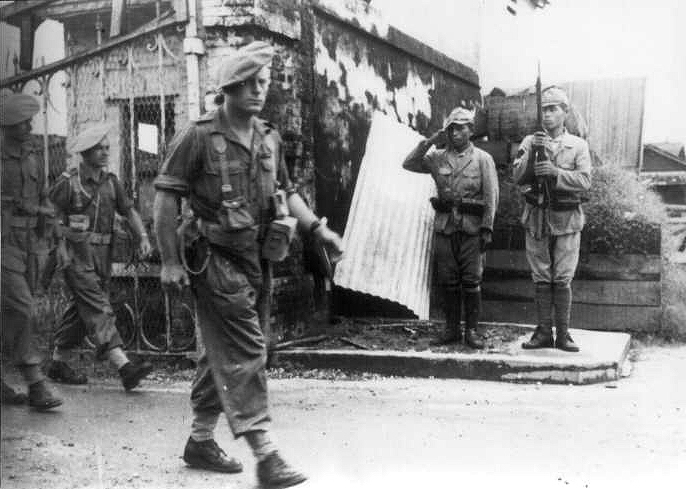
Des commandos du corps léger d'intervention sont salués par Japonais à Saïgon en novembre 1945.

Le tumulte causé par MacArthur eut d'énormes conséquences pour les prisonniers de guerre alliés, qui eurent à vivre plus longtemps dans des conditions horribles dans les camps japonais. Mais, ce délai permit également à des groupes révolutionnaires de combler le vide qui existait dans le Sud-est de l'Asie entre l'annonce de la capitulation japonaise le 15 août et l'arrivée des troupes alliées. Les principaux bénéficiaires en Indochine furent les communistes, qui exerçaient un contrôle complet sur le Việt Minh, alliance des nationalistes fondée par Hô Chi Minh en 1941. Dans Hanoï et Saïgon, ils se sont précipités pour saisir les sièges de gouvernement, en tuant ou intimidant leurs adversaires.
Alors que les Alliés déclaraient que les Français avaient la souveraineté sur l'Indochine, les États-Unis étaient plutôt opposés au retour de l'Indochine dans l'Empire français. Mais il n'y avait pas d'animosité officielle des États-Unis envers le parti communiste dirigé le Việt Minh.
MacArthur eut enfin sa cérémonie le 2 septembre à bord de l'USS Missouri, et trois jours plus tard, les premières équipes alliées de secours médical furent parachutées dans les camps de prisonniers de guerre. Pendant les jours suivants, une petite avant-garde composée de personnel de soutien et d'infanterie d'escorte de la force de Gracey arriva à Saïgon pour vérifier les conditions et faire un rapport. Le 11 septembre, une brigade fut envoyée par la voie des airs depuis Hmawbi Champ en Birmanie via Bangkok. Lorsque ces avant-gardes alliées débarquèrent à Saïgon, elles se trouvèrent dans une position bizarre, étant accueillies et protégées par des soldats japonais et Việt Minh en armes. Ces soldats étaient armés parce que six mois plus tôt (coup de force japonais en Indochine du 9 mars), ils avaient désarmé et interné les Français car les Japonais craignaient alors un débarquement américain en Indochine après la chute de Manille et ne faisaient pas confiance aux Français.

## Le Royaume-Uni au Viêt Nam
Après son arrivée, le 13 septembre, afin de recevoir la reddition des forces japonaises, Gracey se rend immédiatement compte de la gravité de la situation dans le pays. L'anarchie, les émeutes et les meurtres se généralisent, l'administration de Saïgon s'est effondrée, et un groupe révolutionnaire contrôlé par les communistes a pris le pouvoir. En outre, comme les Japonais sont encore armés, les Alliés craignaient qu'elles puissent compromettre la position des Alliés. De plus, Gracey avait de mauvaises communications avec le quartier général de ses supérieurs en Birmanie parce que son détachement de transmission américain fut brusquement retiré par le gouvernement des États-Unis pour des raisons politiques. Cette perte ne put pas être remplacée avant plusieurs semaines.
Gracey écrivit qu'à moins que quelque chose ne soit fait rapidement, l'anarchie ne ferait qu'empirer. La situation était aggravée par l'absence de contrôle du Việt Minh sur certains de ses groupuscules alliés. De ce fait, les Français réussirent à persuader Gracey de réarmer les régiments d'infanterie coloniales qui étaient détenus en tant que prisonniers de guerre. Cela dépassait les ordres que Gracey avait reçus de Mountbatten.
Gracey permit également à environ 1 000 prisonniers de guerre français d'être réarmés. Ceux-ci, ajoutés à l'arrivée de commandos nouvellement formés du corps léger d'intervention/5e régiment d'infanterie coloniale (RIC), furent ensuite capables d'expulser le Việt Minh de l'administration de Saïgon. Gracey vit cela comme le moyen le plus rapide pour permettre aux Français de réaffirmer leur autorité en Indochine, tout en lui permettant de procéder au désarmement et au rapatriement des Japonais.
Gracey devait faire face à un autre problème dans ses relations avec Mountbatten. Par exemple, lors de l'arrivée de Gracey en septembre, il décréta la loi martiale et déclara qu'il était responsable de l'application de la loi et de l'ordre dans toute l'Indochine au sud du 16e parallèle. Mountbatten se rebiffa et affirma que Gracey n'était responsable de la sécurité publique que dans des zones clés. La proclamation fut publiée le 21 septembre et, bien que Lord Mountbatten fût en désaccord avec elle, les chefs d'état-major et l'Office des étrangers prirent position pour Gracey.
Pendant les jours suivants, Gracey réussit progressivement à réduire l'emprise du Việt Minh sur Saïgon, en remplaçant leurs gardes des points vitaux par ses propres troupes. Ces points vitaux étaient ensuite remis aux troupes françaises. Cette procédure fut adoptée parce que le Việt Minh n'aurait pas abandonné ses postes directement aux Français.

### Les Français réaffirment leur contrôle sur Saïgon
Le 23 septembre, la plus grande partie de Saïgon était à nouveau dans les mains des Français. Il restait moins d'une demi-douzaine de points vitaux aux mains du Việt Minh. Les Français reprirent le contrôle total de Saïgon par la suite. Ce jour-là, les anciens prisonniers de guerre français qui avaient été réintégrés dans l'armée avec des troupes du 5e RIC expulsèrent le Việt Minh lors d'une action au cours de laquelle deux soldats français périrent.
Dans la nuit du 24 au 25, les Vietnamiens réagirent dans une émeute (non contrôlée par le Việt Minh), enlevèrent et tuèrent un grand nombre d'hommes, de femmes et d'enfants français et franco-vietnamiens. Le 25, le Việt Minh attaqua et mit le feu au quartier du marché central de la ville, tandis qu'un autre groupe attaquait l'aérodrome de Tan Son Nhut (en). L'attaque de l'aérodrome fut repoussée par les Gurkhas, ce qui occasionna la mort d'un soldat britannique ainsi que d'une demi-douzaine de Việt Minh. Les Britanniques avaient maintenant une guerre sur leurs bras, ce qui était précisément ce que Mountbatten avait cherché à éviter.
Les jours suivants, des groupes armés du Việt Minh affrontèrent les patrouilles britanniques, le Việt Minh subissant de lourdes pertes à chaque rencontre. Les soldats britanniques étaient composés de troupes professionnelles et expérimentées qui venaient juste de finir de combattre les Japonais, de nombreux officiers et soldats avaient également de l'expérience de la sécurité intérieure et de la guérilla en Inde et dans la province de la frontière du Nord-ouest (en). En revanche, même si le Việt Minh était courageux, il était toujours en train d'apprendre les techniques de guerre.
Au début d'octobre, Gracey eut des entretiens avec le Việt Minh et une trêve fut convenue. Le 5, le général Philippe Leclerc, commandant en chef français, arriva à Saïgon, où lui et ses troupes furent placés sous les ordres de Gracey. Cependant, le 10 octobre, l'état de semi-paix avec le Việt Minh fut brisé par une attaque délibérée contre un petit groupe d'ingénieurs britanniques qui inspectait les canalisations d'eau à proximité de l'aérodrome de Tan Son Nhut. La plupart des ingénieurs furent tués ou blessés. Gracey réalisa que le niveau d'insurrection était tel qu'il devrait d'abord pacifier les zones clefs avant de pouvoir rapatrier les Japonais. C'est à ce moment que sa petite force fut renforcée par l'arrivée d'une seconde brigade d'infanterie, la 32e, commandée par le brigadier E. C. V. Woodford. Gracey déploya la 32e brigade d'infanterie indienne (en) dans les zones difficiles de la banlieue nord de Saïgon, Gò Vấp et Gia Định. Une fois cette force déployée dans cette zone, le Việt Minh recula car cette force comprenait des blindés de soutien du 16e régiment de cavalerie légère indien (en):206.
La reconnaissance aérienne par des Spitfire révéla que les routes menant à Saïgon étaient coupées : le Việt Minh tentait d'étrangler la ville. Le 13 octobre, Tan Son Nhut fut à nouveau attaqué par le Việt Minh ; ses commandos et ses sapeurs parvinrent cette fois à 275 m de la tour de contrôle. Ils parvinrent également aux portes de la station de radio avant que l'attaque ne soit repoussée par les soldats indiens et japonais. Alors que le Việt Minh évacuait l'aérodrome, les Japonais reçurent l'ordre de les poursuivre jusqu'à la tombée de la nuit, lorsque le contact fut rompu:284.
À la mi-octobre, 307 Việt Minh avaient été tués par des troupes britanniques et indiennes et 225 avaient été tués par les troupes japonaises, y compris 80 nouveaux tués Việt Minh à Đà Lạt. À un moment, les Japonais repoussèrent une attaque sur leur quartier-général à Phú Lâm, tuant 100 Việt Minh. Les victimes britanniques, françaises et japonaises étaient peu nombreuses en comparaison. Le 17, la troisième brigade, la 100e brigade d'infanterie indienne (en), commandée par le brigadier C. H. B. Rodham, arriva en Indochine.

### Le Việt Minh attaque l'infrastructure de Saïgon
Le Việt Minh attaqua ensuite les points vitaux de Saïgon : usine électrique, quais, aérodrome pour la troisième fois, même les puits artésiens. Régulièrement, Saïgon subissait une panne de courant la nuit et les bruits des armes légères, des grenades, des mines, des mortiers et de l'artillerie devinrent familiers dans toute la ville. Incapable de submerger les défenses de Saïgon, le Việt Minh intensifia ses tactiques de siège. Pendant ce temps, les troupes françaises nouvellement débarquées reçurent la tâche d'aider à briser le siège pendant que les patrouilles britanniques actives maintenaient le Việt Minh en état de faiblesse:75.
Le 25 octobre, la première preuve du soutien soviétique direct fut découverte, lorsqu'une patrouille japonaise captura un conseiller soviétique près de Thủ Dầu Một. Il fut remis au lieutenant-colonel Cyril Jarvis, commandant du 1er régiment de gurkhas (en) à Thủ Dầu Một. Jarvis fit plusieurs tentatives d'interrogatoire, mais n'obtenant rien, il remit l'intrus à la Sûreté générale, et ce dernier disparut des annales de l'histoire.
Le 29 octobre, les Britanniques constituèrent une puissante force opérationnelle afin de repousser le Việt Minh au plus loin de Saïgon. Cette force fut appelée Gateforce d'après son commandant, le lieutenant-colonel Gates du 14e bataillon du 13th Frontier Force Rifles (en). La Gateforce comprenait de l'infanterie, de l'artillerie et des blindés indiens d'une part et un bataillon d'infanterie japonaise d'autre part. Durant leurs opérations, ils tuèrent environ 190 Việt Minh ; lors d'une opération autour de Xuân Lộc, à l'est de Saïgon, les Japonais tuèrent 50 Việt Minh quand ils surprirent un groupe à l’entraînement.

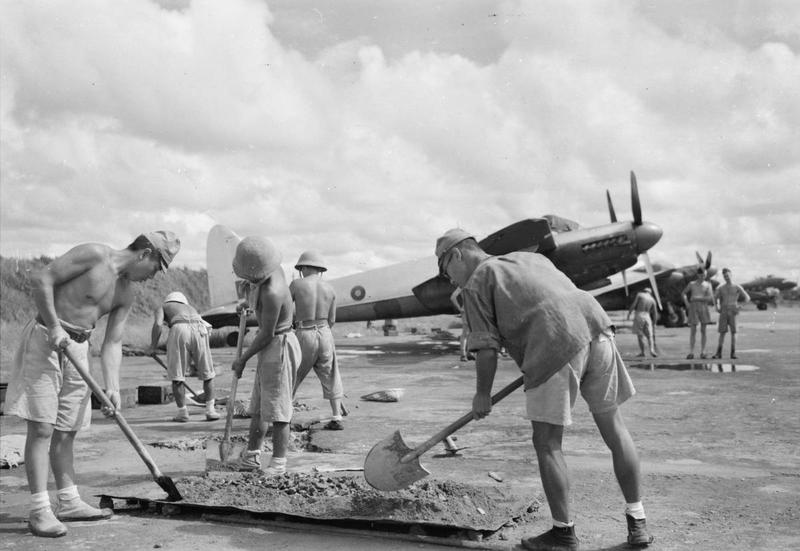
Des prisonniers de guerre japonais sous supervision britannique réparent la bande de roulage de l'aérodrome de Saïgon en décembre 1945.

Le 18 novembre, une unité gurkha partit pour Long Kiến, au sud de Saïgon, afin de secourir des otages français qui y étaient détenus. Pendant le trajet, elle fut forcée de faire demi-tour car elle n'était pas assez puissante pour vaincre les forces Việt Minh rencontrées. Quelques jours plus tard, une expédition plus puissante fut envoyée. Les Gurkhas signalèrent que des déserteurs japonais menaient certaines unités Việt Minh. Au cours de cette opération eut lieu la seule charge au Khukuri (couteau népalais) de l'ensemble de la campagne. Selon un chef de peloton gurkha, ils furent bloqués à un moment par des défenseurs Việt Minh déterminés qui occupaient un ancien fort français. Les Gurkhas détruisirent la porte à l'aide d'un lance-roquettes, puis chargèrent sans hésitation le fort avec leurs khukuris, tuant les défenseurs à coups de couteau. Long Kiến fut finalement atteint le même jour, mais il ne restait plus aucun otage. Environ 80 Việt Minh furent tués au cours de cette opération.
Début décembre, Gracey fut en mesure de confier la charge de la banlieue nord de Saïgon aux Français, quand la 32e brigade transmit la responsabilité à la 9e division d'infanterie coloniale du général Jean Étienne Valluy. Le jour de Noël, La 32e partit pour Bornéo. De nombreux anciens résistants du maquis faisaient partie des soldats français nouvellement arrivés, et n'étaient pas encore habitués à la discipline militaire.
Pendant les batailles des hauts plateaux du centre et du sud, le Việt Minh força les troupes françaises à évacuer de nombreux villages et positions récemment capturés. La ville de Buôn Ma Thuột fut récupérée par les Vietnamiens à la mi-décembre. C'est au cours de cette opération que les Spitfire de la 273e escadre de la RAF (en) lancèrent leur seule action offensive connue contre le Việt Minh, le 11 décembre.
Le 3 janvier 1946 se produisit la dernière grande bataille entre les Britanniques et le Việt Minh. Environ 900 Việt Minh attaquèrent le camp du 14e bataillon du 13th Frontier Force Rifles (en) à Biên Hòa. Les combats durèrent toute la nuit, et lorsqu'ils s'achevèrent, 100 assaillants avaient été tués, sans aucune victime parmi les soldats britanniques ou indiens. La plupart des pertes Việt Minh furent le résultat de tirs croisés de mitrailleuses britanniques.
À la mi-janvier, le Việt Minh commença à éviter les attaques à grande échelle contre les forces britanniques, françaises et japonaises. Il commença à faire ce qui allait bientôt devenir une habitude : embuscades, raids de harcèlement, éliminations, tandis que les Britanniques, les Français et les Japonais patrouillaient constamment et menaient des opérations de ratissage. C'était la première guerre non conventionnelle moderne, et bien que le Việt Minh disposait de suffisamment d'effectifs pour mener une campagne longue, il fut défait par des troupes professionnelles bien commandées et qui étaient familiarisées avec les combats dans la jungle asiatique.
À la fin du mois, la 80e brigade remit son théâtre d'opération aux Français, et la 100e brigade revint à Saïgon. Gracey partit en avion le 28. Avant son départ, il confia le contrôle des forces françaises au général Leclerc. Les dernières forces britanniques partirent le 26 mars, mettant fin à une intervention de sept mois au Viêt Nam. Le 30 mars, les deux derniers bataillons britanniques et indiens embarquèrent à bord du SS Islami. Une seule compagnie de la 2/8 Pendjab[Quoi ?] resta pour protéger l'Allied Control Mission à Saïgon. Elle partit le 15 mai, la mission ayant été dissoute le jour précédent car les Français avaient pris la responsabilité d'évacuer le reste des troupes japonaises. Les dernières pertes britanniques au Vietnam furent six soldats tués dans une embuscade en juin 1946.

## Pertes
Pour la participation du Royaume-Uni à la première guerre du Vietnam, la liste officielle des pertes est de 40 soldats britanniques et indiens, les pertes françaises et japonaises étant plus élevées. Environ 2 700 Việt Minh furent tués. Le total non officiel est peut-être plus élevé, mais étant donné les méthodes avec lesquelles le Việt Minh récupérait ses morts et ses blessés, le nombre exact ne sera probablement jamais connu. Environ 600 des morts du Việt Minh furent tués par des soldats britanniques, le reste par des Français ou des Japonais.

## Signification
Quatre décennies de combats plus sanglants allaient suivre et se termineraient par la défaite d'une super-puissance mondiale. De mars à juillet 1946 lors de la « Grande Purge », le Việt Minh exécuta systématiquement les dirigeants et les membres des groupes nationalistes concurrents, suivant le mot d'ordre de Lê Duẩn : « éliminez les réactionnaires ». L'élimination de toute personne considérée comme dangereuse pour le Parti communiste vietnamien fit encore des dizaines de milliers de victimes parmi les nationalistes, catholiques et autres de 1946 à 1948.
Entre mai et décembre, Ho Chi Minh passa quatre mois en France, essayant de négocier une indépendance complète et l'unité du Vietnam, mais échoua à obtenir des garanties de la part des Français. Après une série de violents affrontements avec les Việt Minh, l'armée française bombarda le port d'Hải Phòng, captura la ville et tenta d'expulser le Việt Minh de Hanoï, une tâche qui dura deux mois. Le 19 décembre 1946 est souvent cité comme la date du début de la Première Guerre d'Indochine, car ce jour-là, 30 000 soldats Việt Minh sous les ordres de Giap tentèrent la première attaque de grande envergure contre les Français lors de la bataille de Hanoï. La guerre d'Indochine, qui allait durer de 1946 à 1954, avait commencé.